# پوند آفریقای غربی بریتانیا

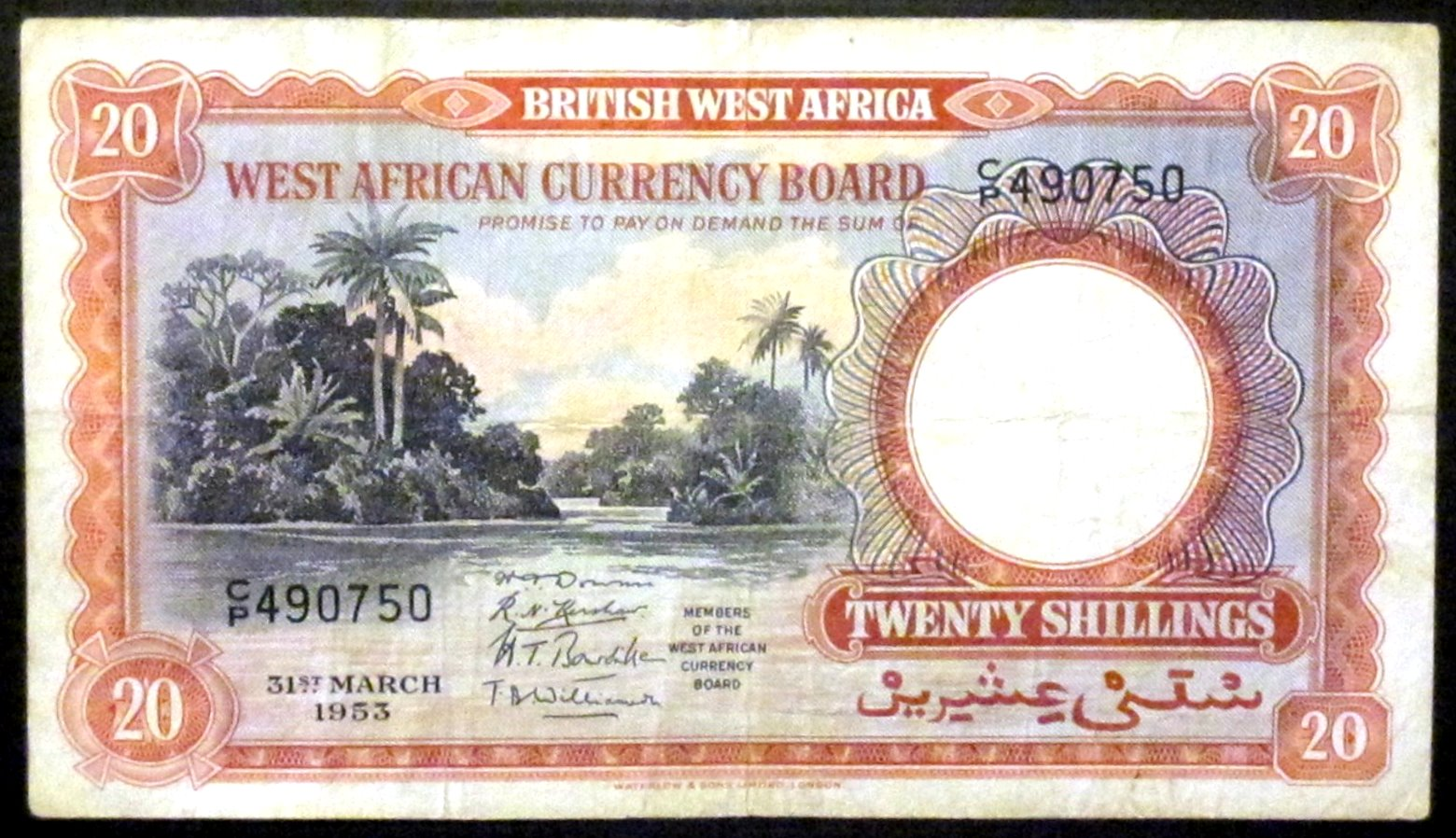
اسکناس ۲۰ شیلینگ (۱ پوند) در ۱۹۵۳

پوند یکای پول آفریقای غربی بریتانیا، گروهی از مستعمرات بریتانیا بود. این پول برابر با یک پوند استرلینگ بود و به‌طور مشابه به ۲۰ شیلینگ و هر کدام به ۱۲ پنی تقسیم می‌شد.